# Дунган (Ляонин)
Дунга́н (кит. упр. 东港, пиньинь Dōnggǎng, буквально: «Восточный порт») — городской уезд городского округа Даньдун (КНР).

## История
В 1876 году здесь был образован уезд Аньдун (安东县). 20 января 1965 года он был переименован в уезд Дунгоу (东沟县). С 18 июня 1993 года он стал городским уездом Дунган.

## Административное деление
Городской уезд Дунган делится на 3 уличных комитета, 14 посёлков и 1 национальную волость (Хэлун-Маньчжурская национальная волость).

## Соседние административные единицы
Городской уезд Дунган граничит со следующими административными единицами:
- Районы Чжэньсинь и Юаньбао (на северо-востоке)
- Городской уезд Фэнчэн (на севере)
- Город субпровинциального значения Далянь (на юго-западе)
- Городской округ Аньшань (на западе)
- На востоке район примыкает к государственной границе с КНДР